# Muhar
Muhar (muvar, mohar, bar, lat. Setaria) rod jednogodišnjeg raslinja i trajnica iz porodice trava kojemu pripada preko 100 vrsta, a najpoznatija među je njima tzv. talijansko proso ili klipasti muhar (Setaria italica), koji je nekad pripisivan rodu prosa (Panicum).
U Hrvatskoj raste nekoliko vrsta, od kojih za neke ustanovilo da su sinonimi, to su S. geniculata (S. parviflora), S. gussonei (S. verticillata) i S. pumila (S. helvola). Na Velebitu raste zeleni muhar ili oštrika (Setaria viridis); druga vrsta pršljenasti muhar (S. verticillata) raste kod nas od Slavonije do Dalmacije, gdje je češća, ali raširena je i po Euroaziji i afričkom sredozemlju. 
Stabljika klipastog muhara (S. italica) naraste preko jednog metra visine, a u dijelovima južne Europe, gaji se kao krmna biljka ili radi ptičijeg sjemena.

## Vrste
1. Setaria acromelaena (Hochst.) T.Durand & Schinz
2. Setaria adhaerens (Forssk.) Chiov.
3. Setaria albovillosa (S.T.Blake) R.D.Webster
4. Setaria alonsoi Pensiero & A.M.Anton
5. Setaria ankarensis (A.Camus) ined.
6. Setaria apiculata (Scribn. & Merr.) K.Schum.
7. Setaria appendiculata (Hack.) Stapf
8. Setaria arizonica Rominger
9. Setaria atrata Hack.
10. Setaria australiensis (Scribn. & Merr.) Vickery
11. Setaria austrocaledonica (Balansa) A.Camus
12. Setaria aversa (Vickery) R.D.Webster
13. Setaria barbata (Lam.) Kunth
14. Setaria barbinodis R.A.W.Herrm.
15. Setaria basiclada (Hughes) R.D.Webster
16. Setaria bathiei A.Camus
17. Setaria bosseri A.Camus
18. Setaria brigalow R.D.Webster
19. Setaria brownii Desv.
20. Setaria carinata S.Nozawa & Pensiero
21. Setaria cernua Kunth
22. Setaria chapmanii (Vasey) Pilg.
23. Setaria chondrachne (Steud.) Honda
24. Setaria clementii (Domin) R.D.Webster
25. Setaria clivalis (Ridl.) Veldkamp
26. Setaria constricta (Domin) R.D.Webster
27. Setaria cordobensis R.A.W.Herrm.
28. Setaria corrugata (Elliott) Schult.
29. Setaria criniformis (S.T.Blake) R.D.Webster
30. Setaria desertorum (A.Rich.) Morrone
31. Setaria dielsii R.A.W.Herrm.
32. Setaria distans (Trin.) Veldkamp
33. Setaria distantiflora (A.Rich.) Pilg.
34. Setaria elegantula (Mez) Morat
35. Setaria faberi R.A.W.Herrm.
36. Setaria fiebrigii R.A.W.Herrm.
37. Setaria fiherenensis (Bosser) comb.ined.
38. Setaria finita Launert
39. Setaria flavida (Retz.) Veldkamp
40. Setaria forbesiana (Nees ex Steud.) Hook.f.
41. Setaria gausa (S.T.Blake) R.D.Webster
42. Setaria geminata (Forssk.) Veldkamp
43. Setaria globoidea (Domin) R.D.Webster
44. Setaria globulifera (Steud.) Griseb.
45. Setaria gracillima Hook.f.
46. Setaria grandis Stapf
47. Setaria grandispiculata (B.K.Simon) R.D.Webster
48. Setaria grisebachii E.Fourn.
49. Setaria guizhouensis S.L.Chen & G.Y.Sheng
50. Setaria hassleri Hack.
51. Setaria homonyma (Steud.) Chiov.
52. Setaria humbertiana A.Camus
53. Setaria hunzikeri Anton
54. Setaria incrassata (Hochst.) Hack.
55. Setaria intermedia Roem. & Schult.
56. Setaria italica (L.) P.Beauv.
57. Setaria jaffrei Morat
58. Setaria johnsonii (B.K.Simon) ined.
59. Setaria jubiflora (Trin.) R.D.Webster
60. Setaria kagerensis Mez
61. Setaria lachnea (Nees) Kunth
62. Setaria latifolia (Scribn.) R.A.W.Herrm.
63. Setaria leonis (E.Ekman) León
64. Setaria leucopila (Scribn. & Merr.) K.Schum.
65. Setaria liebmannii E.Fourn.
66. Setaria limense Tovar
67. Setaria lindenbergiana (Nees) Stapf
68. Setaria longipila E.Fourn.
69. Setaria longiseta P.Beauv.
70. Setaria macrosperma (Scribn. & Merr.) K.Schum.
71. Setaria macrostachya Kunth
72. Setaria madecassa A.Camus
73. Setaria magna Griseb.
74. Setaria media Veldkamp
75. Setaria megaphylla (Steud.) T.Durand & Schinz
76. Setaria mendocina Phil.
77. Setaria mildbraedii Mez ex C.E.Hubb.
78. Setaria montana Reeder
79. Setaria nicorae Pensiero
80. Setaria nigrirostris (Nees) T.Durand & Schinz
81. Setaria oblongata (Griseb.) Parodi
82. Setaria obscura de Wit
83. Setaria obtusifolia (Delile) Morrone
84. Setaria oplismenoides R.A.W.Herrm.
85. Setaria orthosticha K.Schum. ex R.A.W.Herrm.
86. Setaria palmeri Henrard
87. Setaria palmifolia (J.Koenig) Stapf
88. Setaria pampeana Parodi ex Nicora
89. Setaria paraguayensis Pensiero
90. Setaria parodii Nicora
91. Setaria parviflora (Poir.) Kerguélen
92. Setaria paspalidioides Vickery
93. Setaria paucifolia (Morong) Lindm.
94. Setaria perrieri A.Camus
95. Setaria petiolata Stapf & C.E.Hubb.
96. Setaria pflanzii Pensiero
97. Setaria plicata (Lam.) T.Cooke
98. Setaria poiretiana (Schult.) Kunth
99. Setaria pradana (León ex C.L.Hitchc.) León
100. Setaria pseudaristata (Peter) Pilg.
101. Setaria pumila (Poir.) Roem. & Schult.
102. Setaria punctata (Burm.f.) Veldkamp
103. Setaria queenslandica Domin
104. Setaria rara (R.Br.) R.D.Webster
105. Setaria reflexa (R.D.Webster) R.D.Webster
106. Setaria restioidea (Franch.) Stapf
107. Setaria retiglumis (Domin) R.D.Webster
108. Setaria reverchonii (Vasey) Pilg.
109. Setaria rigida Stapf
110. Setaria roemeri Jansen
111. Setaria rosengurttii Nicora
112. Setaria sagittifolia (A.Rich.) Walp.
113. Setaria scabrifolia (Nees) Kunth
114. Setaria scandens Schrad.
115. Setaria scheelei (Steud.) Hitchc.
116. Setaria scottii (Hack.) A.Camus
117. Setaria setosa (Sw.) P.Beauv.
118. Setaria spartellum (S.T.Blake) R.D.Webster
119. Setaria sphacelata (Schumach.) Stapf & C.E.Hubb. ex Moss
120. Setaria stolonifera Boldrini
121. Setaria submacrostachya Luces
122. Setaria sulcata Raddi
123. Setaria surgens Stapf
124. Setaria tabulata (Hack.) R.D.Webster
125. Setaria taolanensis A.Camus
126. Setaria tenacissima Schrad.
127. Setaria tenax (Rich.) Desv.
128. Setaria texana Emery
129. Setaria uda (S.T.Blake) R.D.Webster
130. Setaria ustilata de Wit
131. Setaria utowanaea (Scribn.) Pilg.
132. Setaria vaginata Spreng.
133. Setaria variifolia (Swallen) Davidse
134. Setaria vatkeana K.Schum.
135. Setaria verticillata (L.) P.Beauv.
136. Setaria verticilliformis Dumort.
137. Setaria villosissima (Scribn. & Merr.) K.Schum.
138. Setaria viridis (L.) P.Beauv.
139. Setaria vulpiseta (Lam.) Roem. & Schult.
140. Setaria welwitschii Rendle
141. Setaria yunnanensis Keng f. & K.D.Yu